# Eve Online
Eve Online (estilizado como EVE Online) é um MMORPG criado pela CCP Games, cujo mundo virtual é persistente, de jogabilidade não-linear, em um cenário espacial de ficção científica. As personagens pilotam naves personalizadas através de uma galáxia de mais de 7 500 sistemas estelares. A maioria dos sistemas são conectados a um ou mais diferentes sistemas por meio de portais estelares. Um sistema estelar pode conter luas, planetas, estações espaciais, buracos de minhoca, cinturões de asteroides e labirintos.
Jogadores de Eve Online podem participar de um número de profissões e atividades, a saber, mineração, pirataria, manufatura, comércio, exploração, e combate (tanto PvE como PvP). A evolução das personagens se dá com o treino de perícias virtuais em tempo real, sem o requerimento de que o jogador esteja conectado ao jogo.
Eve Online foi lançado na América do Norte e na Europa em maio de 2003. Esteve em publicação desde maio até dezembro de 2003 pela editora Simon & Schuster Interactive. Desde então, a CCP comprou os direitos e iniciou um esquema de autopublicação via distribuição online. Em 22 de janeiro de 2008, anunciou-se que Eve Online seria distribuído pela Steam. Em 10 de março de 2009, o jogo ficou de novo disponível em forma de pacote físico nas lojas, lançado pela Atari. A versão atual de Eve Online é Lifeblood, lançado em 24 de outubro de 2017.

## Contexto

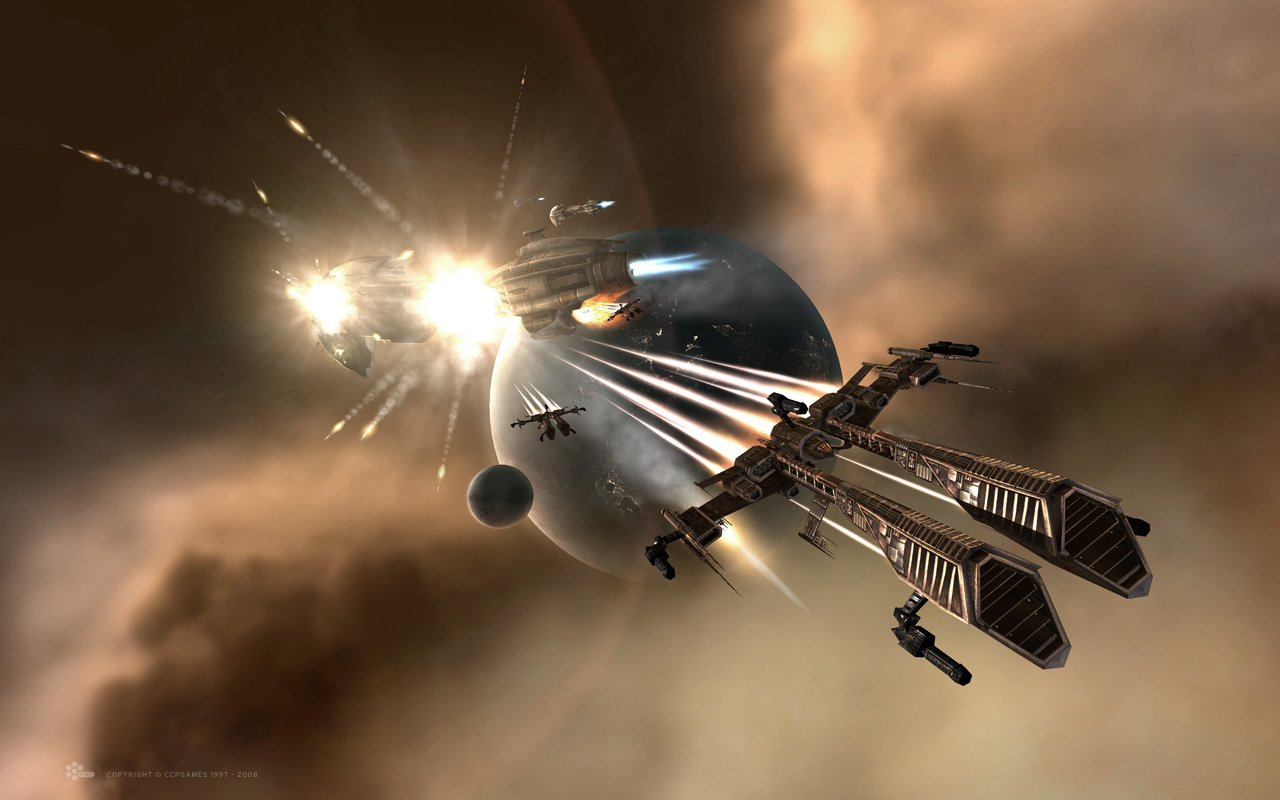
Interpretação artística: fragatas da classe Rifter após um ataque bem-sucedido contra um couraçado da classe Armageddon

A história de fundo de Eve Online se passa mais de 21 000 anos no futuro e explica que a humanidade, após haver gasto os recursos da Terra por séculos de crescimento populacional explosivo, começou a colonizar o resto da Via Láctea. A seu tempo, essa expansão também levou a competição e lutas por recursos assim como houve na Terra, mas tudo mudou com a descoberta de um buraco de minhoca natural ligado a uma galáxia inexplorada batizada de "Novo Éden". Dúzias de colônias foram fundadas, e uma estrutura foi construída para estabilizar o buraco de minhoca que servia de ponte entre as colônias e o resto da civilização humana, um gigantesco portal chamado "EVE". Porém, quando o buraco de minhoca natural inesperadamente se fechou, o portal foi destruído. Separadas do resto da humanidade e dos suprimentos terrestres, as colônias do Novo Éden foram abandonadas à inanição e sem poder fazer contato entre si. Algumas se obliteraram. Com o passar das eras, os descendentes dos colonos conseguiram sobreviver e reconstruir suas próprias sociedades, mas perdeu-se a memória de que suas origens estavam na Terra e na Via Láctea. Cinco principais sociedades distintas ascenderam dentre as colônias, tornando-se civilizações capazes de viagem interestelar. Elas são as cinco grandes facções em Eve Online: o Império Amarr, o Estado Caldari, a Federação Gallente, a República Minmatar, e o Diretório Jove.

### Raças
Os Amarres, um império teocrático militante, foram a primeira das raças jogáveis a redescobrir a viagem superluminal. Armados com essa nova tecnologia e com a força de sua fé, os Amarres expandiram seu império através da conquista e da escravização de várias raças, inclusive a raça Minmatar, que havia acabado de começar a colonização de outros planetas. Após algumas gerações, o intenso choque cultural de encontrar a Federação Gallente e a desastrosa invasão do território Joviano proveram a oportunidade para muitos Minmatares se rebelarem contra seus senhores Amarr e formarem seu próprio governo. Ainda assim, muitos Minmatares continuam a ser escravos, e alguns até mesmo adotaram a religião Amarr e lutaram a favor de seus mestres durante a revolução, e por seus esforços foram recompensados com a liberdade e direitos civis no Império. A República Minmatar, inspirando-se nos ideais e práticas da Federação Gallente, é no momento uma potência militar e econômica a buscar ativamente a emancipação de seus irmãos e de todos os outros escravos.
Os planetas de origem tanto dos Gallentes como dos Caldaris se situam ao redor da mesma estrela. O planeta Gallente foi originalmente fundado por descendentes dos colonos franceses de Tau Ceti. Caldari Prime, por outro lado, foi comprado por uma megacorporação multinacional que começou sua terraformação. Porém, a terraformação de Caldari Prime estava incompleta quando o buraco de minhoca colapsou, e por isso o planeta permaneceu ambientalmente inóspito por milênios. A sociedade Gallente se recuperou a um alto patamar tecnológico centenas de anos antes dos Caldaris e engendrou a primeira república democrática duradoura da nova era na forma da Federação Gallente. Originalmente, os Caldaris eram membros da Federação, embora animosidades culturais entre os dois povos hajam se espiralado em uma guerra durante a qual os Caldaris se separaram da Federação para fundar seu próprio Estado Caldari. A guerra durou 93 anos, sem que nenhuma das nações pudesse sobrepujar a outra. O planeta Caldari Prime de início continuou nas mãos da Federação Gallente. Só muito mais recentemente, uma ofensiva Caldari conseguiu recapturar seu planeta natal perdido, um fato visto com repugnância pelos Gallentes, que veem a presença de uma significativa frota Caldari na órbita do planeta como uma tomada de reféns em massa.
A Federação Gallente e o Estado Caldari são ambos nações orientadas à economia e ao comércio. A diferença é que os Gallentes favorecem políticas liberais, encorajam o empreendedorismo individual e a social-democracia, e mantêm uma abordagem progressista ao bem-estar social, enquanto que o Estado Caldari é organizado na forma de uma corporocracia estatal, onde o próprio Estado é possuído por e operado em nome de alguns poucos trustes de megaconglomerados. Devido à sua posição oficial em favor do multiculturalismo e do encorajamento da diversidade, a Federação Gallente atrai muitos imigrantes. Por exemplo, um terço das pessoas de etnia Minmatar lá residem. A fim de retificar seu déficit populacional, o Estado Caldari criou um programa de reprodução artificial, produzindo uma geração de "crianças de proveta", educados pelo Estado para aumentar a disponibilidade de mão de obra para as megacorporações.
Os Jovianos (atualmente uma raça não-jogável) eram colonos também. Diferentemente das demais raças, eles mantiveram uma sociedade relativamente avançada mesmo depois do colapso do buraco de minhoca. Assim, sem precisar passar milênios com a recapitulação de conhecimentos, a história Joviana viveu a ascensão e queda de dois períodos imperiais enquanto as outras quatro raças permaneciam presas ao chão. Eles se expandiram pela galáxia e em certo ponto decidiram moldar seus próprios genes a fim de se adaptar melhor à exploração interestelar. Essa experimentação genética, porém, fez surgir a "Praga Joviana", um desarranjo psiquiátrico hereditário que aleijou sua civilização apesar de todos os seus esforços. Hoje, supõe-se que habitem uma região do espaço inacessível a forasteiros.
Adicionalmente aos seus diferentes passados e histórias, cada raça tem uma filosofia diferente de construção espacial. Naves Minmatares tendem a ser bem rápidas, mas frágeis, a depender de rápidas manobras para evadir a mira das armas inimigas, e a usar armas projéteis tais como artilharia ou autocanhões. Naves Amarres são pesadas, densamente blindadas, e usam baterias de armas laser. Naves Gallentes são polidas e bem estruturadas, e se especializam em drones e em canhões elétricos. Finalmente, naves Caldaris são lentas e têm pouca blindagem, mas têm fortes escudos energéticos, lançadores de torpedos e mísseis e canhões magnéticos de longo alcance.

## Jogabilidade
Jogadores começam o jogo ou ao selecionar uma personagem criada previamente, ou ao criar uma nova. Cada conta de Eve Online permite até no máximo três personagens. Quando um jogador cria uma nova personagem, começa-se pela escolha de raça – Amarr, Gallente, Minmatar, ou Caldari. Cada raça é subdividida em três linhagens que dão às personagens diferentes aparências pré-definidas, ao que o jogador pode dar um ajuste fino. Raça e linhagem não limitam a futura escolha de nave e de profissão do jogador.
Diferentemente de muitos outros MMOs, nos quais há numerosas cópias do universo virtual rodando simultaneamente (ou seja, servidores separados), Eve Online funciona em um único universo. Há tecnicamente quatro cópias do universo (o servidor principal "Tranquility", o servidor chinês "Serenity", o servidor de teste de eventos "Duality" que foca em eventos organizados tais como testes em massa coordinados pela CCP, e o servidor de testes "Singularity" que é sujeito a ser apagado quando novo conteúdo está em teste), mas ao invés de abrir um novo servidor toda vez que a população de jogadores aumenta, a CCP simplesmente adiciona mais conteúdo e espaço ao universo já existente.

### Universo
O ambiente de jogo em Eve Online consiste de mais de 5 000 sistemas estelares, assim como 2 500 sistemas acessíveis aleatóriamente via buraco de minhoca, que se passa por volta do ano 23 341 d.C. Sistemas são classificados segundo Categoria de Segurança, numa escala decimal de −1,0 à 1,0. Por essa categorização, há três tipos de resposta à atos violentos pelos NPCs de polícia da CONCORD (Consolidated Co-operation and Relations Command). Sistemas classificados de 0,5 a 1,0 são considerados de "alta segurança", já que qualquer ataque não provocado por um jogador contra outro dentro de qualquer área do sistema resultará na aparição das naves de polícia. Essas naves atacarão e destruirão o agressor, e são programadas para receber tantos reforços que é impossível perderem. Sistemas de 0,1 a 0,4 são de "baixa segurança", já que ataques não provocados causam uma contagem de 15 minutos, durante os quais os portais e as estações do sistema abrem fogo e não dão penalidades de facção à ataques alheios. Sistemas de 0,0 ou menos se chamam "espaço zero" ou "segurança nula", já que não recebem nenhuma assistência policial. Sistemas estelares contêm diferentes tipos de objetos celestiais, fazendo-os adequados à diferentes tipos de atividade. Tipicamente, há campos de asteroides, planetas, estações, e luas. Muitas das fontes de renda mais lucrativas estão nos lugares mais perigosos de segurança baixa ou nula, o que incentiva os jogadores a apostar em operações de alto risco com altas recompensas, durante as quais eles devem sobreviver aos possíveis ataques de outros jogadores que adentrarem o sistema.

### Progresso
Diferentemente de outros MMOs, as personagens de Eve Online progridem continuamente suas perícias, pois o treino ocorre em tempo real mesmo quando não se está conectado ao jogo. Desde a expansão Apocrypha, o treino de várias perícias uma em seguida da outra pode ser agendado com até 24 horas de antecedência (a última perícia da lista precisa COMEÇAR a treinar dentro de 24 horas, não importa quando o treino dela termina). As perícias mais avançadas são de maior preço e de maior tempo de treino. Uma perícia pode levar desde uns poucos minutos até vários meses para treinar, e chega no máximo ao nível cinco. Embora cada conta possa ter até três personagens, somente uma pode treinar por vez. Os pontos de atributos e equipamentos chamados implantes também influenciam o tempo de duração dos treinos.

### Vandalismo
Devido ao foco do jogo em liberdade, consequências, e autonomia, muitos comportamentos considerados como vandalismo na maioria dos MMOs são permitidos em Eve, por exemplo, roubo, extorsão, e atrair hordas de NPCs hostis para matar outros jogadores.
Somente uma perseguição maliciosa e prolongada sem qualquer ganho material e poucas outras ações são consideradas ilícitas pelo desenvolvedor do jogo.

## Jogadores e comunidades
Jogadores têm diversas opções interativas ao jogar Eve Online. Toda atividade é possível para um jogador só, mas tarefas maiores e mais complicadas são mais praticáveis em grupo, tais como clãs piratas ou corporações.

### Dados demográficos
Em outubro de 2006, a idade média de um jogador de Eve Online era 27, e 95% dos jogadores eram do sexo masculino. O tempo de jogo semanal médio era de 17 horas, ou seja, um pouco abaixo de duas horas e meia por dia.
Em 23 de janeiro de 2011, Eve Online alcançou um novo recorde para o número máximo de pilotos conectados simultaneamente com 63 170 contas conectadas ao mesmo servidor. Este recorde se seguiu logo após o lançamento da décima-quarta expansão, Incursion, que incluiu um novo sistema de criação de personagens baseado na tecnologia Carbon Characters da CCP. Os picos de acesso costumam dar-se aos domingos, e os recordes passados foram quase sempre quebrados em dias de domingo.
Em 6 de maio de 2009, alcançaram-se mais de 300 000 assinaturas ativas e 45 000 contas de demonstração ativas. A contagem total de assinaturas ativas era de 357 000 contas no término do ano 2010.
Em março de 2006, a CCP e a sua parceira Optic Communications começaram o projeto de levar Eve Online ao público chinês. Uma fase de teste alfa fechado ocorreu em um pequeno cluster por algum tempo, com cerca de 3 000 jogadores escolhidos dentre 50 000 candidatos. O teste beta aberto chinês começou em 13 de junho de 2006 e provou ser muito popular, com números comparáveis aos do cluster principal de servidores de Eve Online.
Os códigos-base do servidor Serenity (chinês) e do servidor Tranquility (resto do mundo) são sincronizados, de modo que novos desenvolvimentos de software são distribuídos igualmente, embora os dois não estejam entreligados. 
Em 7 de julho de 2011, a CCP anunciou que planeja uma parceria com a Nexon Co. Ltd. para levar um "cliente de jogo inteiramente localizado e serviços para o jogo premiado da CCP... EVE Online" ao Japão pelo mês de setembro. Serviços localizados para jogadores japoneses lhes permitiria acessar o jogo em sua língua materna pelo servidor Tranquility, o qual atualmente hospeda mais de 350 000 assinantes de todo o mundo em três línguas: inglês, alemão, e russo.

### Torneios
Durante dois fins-de-semana em julho de 2006, uma transmissão de vídeo online ao vivo chamada Eve TV cobriu os eventos do 2º Torneio da Aliança Caldari. O torneio opôs entre si times de três pilotos das principais alianças. A Eve TV proveu imagens ao vivo das batalhas acompanhadas de comentário técnico. Análises dos times e das estratégias, entrevistas com a equipe CCP e filmagens especiais por detrás das cenas foram também transmitidas nos intervalos. A Eve TV foi produzida e hospedada primariamente por DJs da Eve-Radio (uma rádio online dirigida por jogadores) com patrocínio da CCP. Um total de 95 partidas estavam programadas, com a aliança Band of Brothers emergindo como campeã.
Nos primeiros dois fins de semana em dezembro de 2006, houve o 3º Torneio das Alianças. Novamente, a transmissão foi feita pela Eve TV. O torneio teve 40 alianças, cada uma fornecendo times de cinco pilotos. Mais uma vez, a aliança Band of Brothers ganhou o campeonato.
O 4º Torneio das Alianças em setembro de 2007 teve várias reviravoltas, com a Star Fraction derrotando a Band of Brothers na segunda rodada, usando somente cruzadores tech 1, e a Hun Reloaded tomando as semifinais e as finais até a vitória.
Nos dois fins-de-semana de 29 de fevereiro e de 7 de março de 2008, houve o 5º Torneio das Alianças. Eve TV deu cobertura ao vivo. Durante os seis dias do torneio, 40 times competiram em 95 partidas. O último detentor do título, a aliança HUN Reloaded, seguiu até as quartas-de-final, onde perdeu para a Ev0ke, que veio a ganhar o campeonato após vencer todas as suas oito partidas.
O 6º Torneio das Alianças deu-se durante três fins-de-semana consecutivos a começar por 24 de janeiro até 8 de fevereiro de 2009. No total, 64 times participaram das rodadas qualificatórias no fim-de-semana de abertura. Enquanto que a transmissão do último fim-de-semana continuou a ser feita pela Eve TV, a qualificação foi transmitida por vários canais de rádio de Eve Online. Fizeram-se certas mudanças das regras do torneio. Foi também a primeira vez na qual Milícias Faccionais puderam participar além dos tradicionais times de aliança. Na última partida, a R.U.R. perdeu para a Pandemic Legion que ganhou o campeonato.
O 7º Torneio das Alianças deu-se em setembro de 2009, com a Pandemic Legion vitoriosa pela segunda vez consecutiva, após vencer a Circle of Two nas finais.
O 8º Torneio das Alianças deu-se em junho de 2010, com a Pandemic Legion vitoriosa pela terceira vez, após vencer a Hydra Reloaded.
O 9º Torneio das Alianças deu-se em junho de 2011, com a Hydra Reloaded ganhadora da partida final contra Outbreak.